# Іян Макнафф
Іян Макнафф  (англ. Ian McNuff, 10 березня 1957) — британський веслувальник, олімпійський медаліст.

## Виступи на Олімпіадах
| Олімпіада   | Дисципліна                        | Місце |
| ----------- | --------------------------------- | ----- |
| Москва 1980 | четвірка розстібна без стернового | 3     |